# شرخر (فیلم ۲۰۱۰)
شرخر (انگلیسی: Repo Men) یک فیلم در ژانر اکشن، مهیج، و علمی تخیلی به کارگردانی میگل سپاچنیک است که در سال ۲۰۱۰ منتشر شد.

## بازیگران
- جود لا
- فارست ویتاکر
- آلیس براگا
- لیو شرایبر
- کاریس فن هاوتن
- چندلر کانتربری
- لایزا لاپیرا
- ایوت نیکول براون
- رزا
- جان لگویزمائو
- دانیل کش